# Stenören (Malmö)

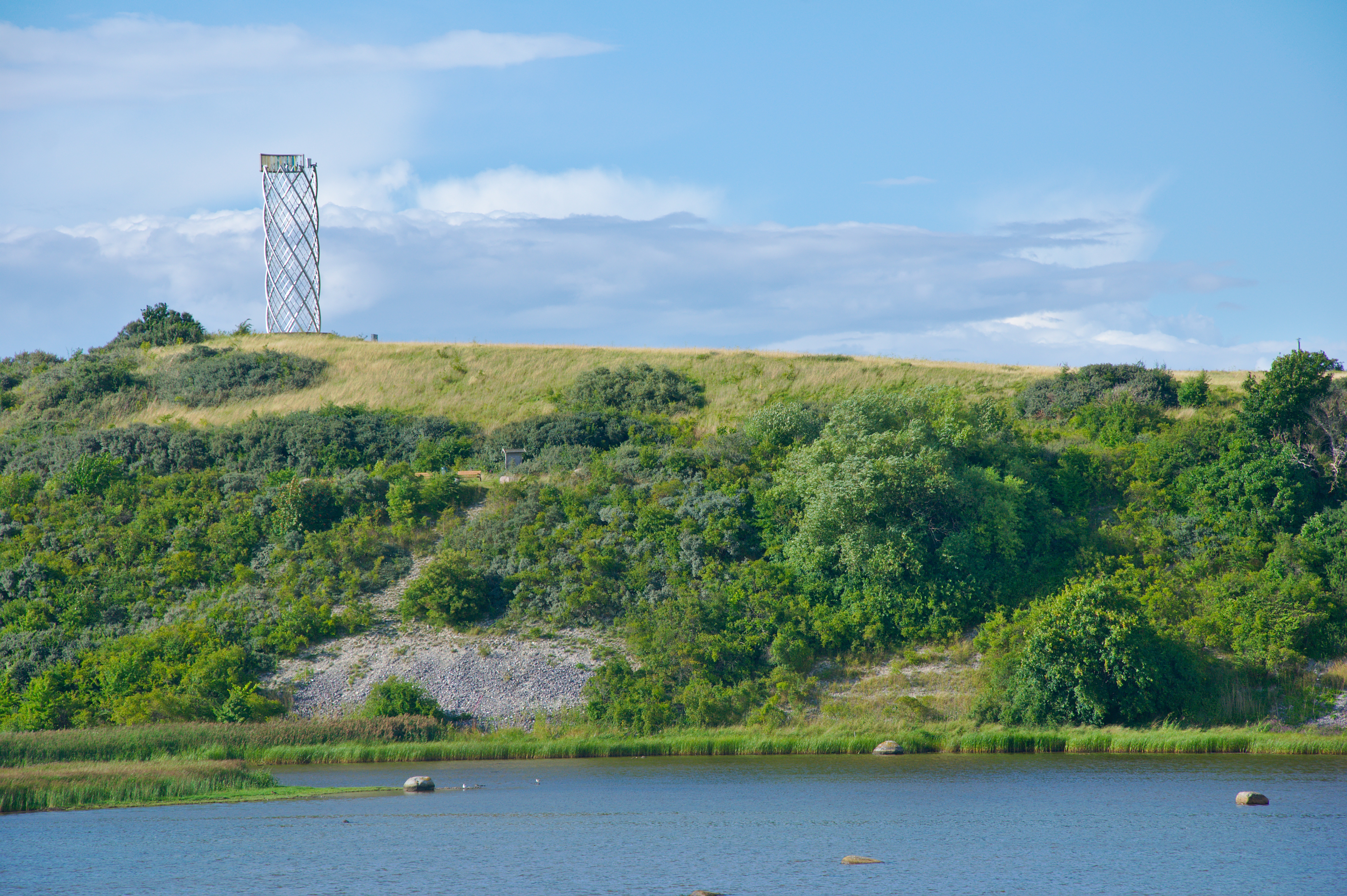
Viken innanför Stenören, vars vassar syns skymta i bildens vänstra kant. Skulpturen uppe på Lernacken är Olafur Eliassons The movement meter for Lernacken - The Tower.

Stenören är en cirka 600 meter lång knäböjd sandrevel som sträcker sig söderut och österut från Lernacken i Malmö kommun och innanför denna en mosaik av öppna vattenytor, vassar, strandängsvegetation och tidvis översvämmat marskland. Ursprungligen var Stenören och Lernacken två stenrev och grund utanför Limhamnskusten, vilka övertäcktes med fyllnadsmassor från det strax öster om belägna Limhamns kalkbrott. Stenörens namn lever vidare i sandreveln och det innanför liggande området och utgör den nordvästligaste delen av Bunkeflo strandängars naturreservat.
Stenören är en intressant fågellokal och på stranden innanför, på den så kallade "Terekudden" i Sjövägens förlängning västerut, uppfördes ett fågeltorn 2015 med utsikt över Stenören. Bland mer ovanliga fågelarter som gästat Stenören kan nämnas silkeshäger (två fynd av samma fågel 2005 och ett fynd 2018), ägretthäger (första fynd 2011, observerad årligen sedan 2015), dammsnäppa (ett fynd 2007), tereksnäppa (ett fynd 2002) och styltlöpare (ett fynd 2015). 
På Stenören växer bland annat engelsk skörbjuggsört, taggkörvel och dansk iris.